# Василка Стоева
Василка Стоева е българска лекоатлетка, състезаваща се в мятане на диск.

## Биография
Родена е на 14 януари 1940 г. в Котел. Състезава се за Академик София и Левски-Спартак. На 10 май 1972 г. на градския шампионат в София Стоева става първата българка, надхвърлила 60-те метра на диска – 60,84 m. Същата година на летните олимпийски игри в Мюнхен спечелва бронзов медал в мятането на диск, като мята 64,34 m.